# Hazel Scott

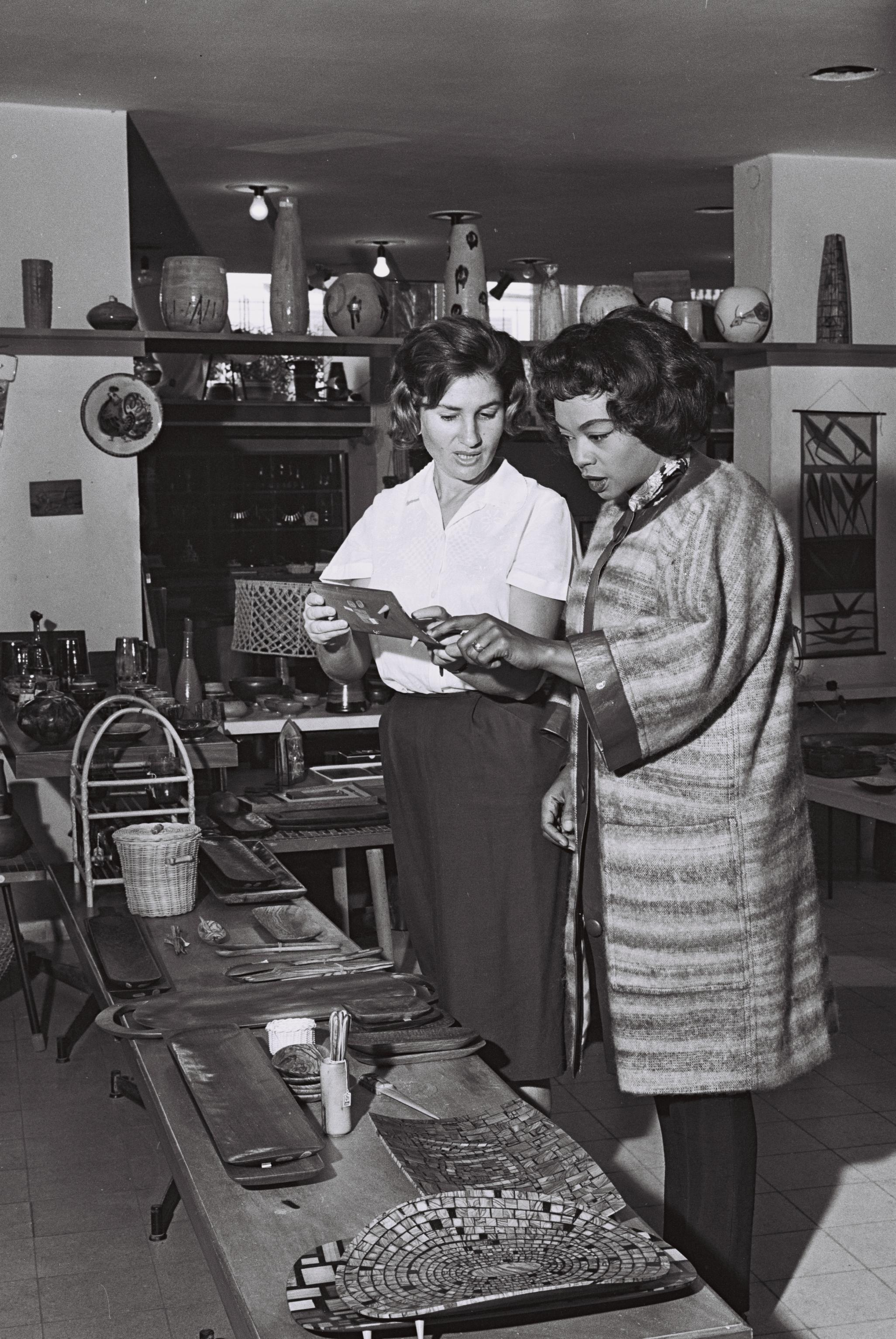
Hazel Scott bei einem Aufenthalt in Israel (1962)

Hazel Dorothy Scott (* 11. Juni 1920 in Port of Spain, Trinidad und Tobago; †  2. Oktober 1981 in New York City) war eine amerikanische Jazzmusikerin (Pianistin, Organistin, Sängerin) und Schauspielerin.

## Leben
Die in Trinidad geborene Scott kam 1924 mit ihrer Mutter, der Leiterin einer Damenkapelle (die auch bei Lil Hardin Armstrong auftrat), in die Vereinigten Staaten und wuchs in New York auf. Sie spielte bereits als Kind Piano, trat als Wunderkind auf und wurde mit acht Jahren auf der Juilliard School klassisch ausgebildet. Sie trat bereits als Jugendliche mit den American Creolians auf, einer All-Women-Band, die ihre Mutter Alma Scott leitete. 1936 hatte sie eine Radioshow. 1938 sang sie in der Broadwayshow Sing Out the News. Sie hatte zwischen 1939 und 1945 weitere Engagements auf dem Broadway (u. a. in der Produktion Priorities of 1942). Mit ihrer eigenen Band trat sie regelmäßig in der Clubszene auf; sie spielte auch mit Count Basie. Zweimal trat sie in der Carnegie Hall auf. 1939 entstanden vier Sessions für Decca; während des Krieges nahm sie einige Schallplatten für V-Disc auf.
Scott war die erste afroamerikanische Frau, die eine eigene Fernsehshow hatte. Die Erstsendung war auf DuMont Television Network am 3. Juli 1950. Da sie sich öffentlich gegen den McCarthyismus und gegen die Rassentrennung wendete, wurde die Show bereits nach einigen Monaten (am 29. September 1950) abgesetzt, nachdem sie als Sympathisantin der Kommunisten verunglimpft wurde.
Zwischen 1945 und 1956 war sie mit Reverend Adam Clayton Powell junior verheiratet, dem ersten Afroamerikaner im Repräsentantenhaus, mit dem sie ein Kind hatte. Von 1957 bis 1959 lebte sie in Paris; sie trat auch in Deutschland in amerikanischen Clubs auf. Kurz vor ihrem Tod nahm sie im Juni 1981, bereits an Krebs leidend, an einem Gedenkkonzert der Universal Jazz Coalition zu Ehren der verstorbenen Mary Lou Williams teil.

## Werk
Sie war dafür bekannt, dass sie ebenso über klassische Themen (Liszt, Chopin usw.) swingend improvisierte wie auch Boogie Woogie, Bebop und Balladen spielte. Ihre erfolgreichste Einspielung war „Tico Tico.“ Ihr Album Relaxed Piano Moods (1955), das Rudy Van Gelder mit ihrem Trio (Charles Mingus und Max Roach) aufnahm, findet heute noch bei der Jazzkritik hohe Anerkennung. Weitere Schallplatten nahm sie mit dem Sextet of the Rhythm Club of London (1939) und mit Sid Catlett (1943) auf.
Sie trat in den Filmen Something to Shout About, I Dood It, Broadway Rhythm, The Heat's On, Le Désordre et la Nuit (deutscher Titel: Im Mantel der Nacht bzw. Das Geheimnis der Dame in Weiß) und Rhapsody in Blue auf.

## Diskografie (Auszug)
- Hazel Scott 1939–1945 (Classics) mit Yank Lawson, Pee Wee Erwin, Danny Polo, Hymie Schertzer, Ellis Larkins, Leonard Gaskin, J. C. Heard, Sid Catlett
- Charles Mingus: The Complete Debut Recordings 1951–1958 (OJC)